# 杰梅奈·克莱门特
杰梅奈·克莱门特（英语：Jemaine Clement，1974年1月10日—）是一个新西兰的喜剧演员、演员和音乐家，最广为人知的为音乐喜剧二人组弦乐航班的其中一员连同布雷特·麦肯齐。2011年出演美国哥伦比亚电影公司电影《MIB星際戰警3》，扮演头号反派野兽·鲍里斯。在2025年的《我的世界》飾演Daryl。